# Lenomys meyeri
Lenomys meyeri (Jentink, 1879) è l'unica specie del genere Lenomys (Thomas, 1898), endemica dell'isola di Sulawesi.

## Descrizione

### Dimensioni
Roditore di grandi dimensioni, con lunghezza della testa e del corpo tra 257 e 268 mm, la lunghezza della coda tra 272 e 280 mm, la lunghezza del piede tra 46 e 49 mm, la lunghezza delle orecchie tra 26 e 28 mm e un peso fino a 325 g.

### Caratteristiche craniche e dentarie
Il cranio è grande, robusto e presenta delle creste sopra-orbitali prominenti, un palato ristretto e le bolle timpaniche grandi. Gli incisivi superiori sono larghi, robusti, arancioni ed ortodonti, ovvero con le punte rivolte verso il basso,  mentre i molari molto grandi, con la corona elevata e le cuspidi appuntite.
Sono caratterizzati dalla seguente formula dentaria:

### Aspetto
La pelliccia è lunga, densa e soffice. Il colore delle parti dorsali è fulvo, mentre le parti ventrali e la parte interna degli arti è marrone chiaro con la punta dei peli biancastra. Le orecchie sono corte ed arrotondate. Le vibrisse sono brune con la punta bianca. I piedi sono corti e larghi. Il pollice è ridotto ad una grossa protuberanza arrotondata della mano, con all'estremità un'unghia appiattita. L'alluce è corto, non opponibile, con il cuscinetto terminale grande, che ricopre quasi tutta la sua superficie ventrale. Il suo artiglio è accorciato, appuntito e ricurvo. I cuscinetti plantari e palmari sono molto grandi. La coda è più corta della testa e del corpo, ed è scarsamente ricoperta di peli, nerastra vicino alla base, bianco-giallastra all'estremità. Le femmine hanno due paia di mammelle inguinali.

## Biologia

### Comportamento
È una specie notturna e terricola, dove vive in cunicoli e tane. Talvolta si arrampica sugli alberi.

### Alimentazione
Probabilmente si nutre di foglie, frutti, felci e qualche insetto.

### Riproduzione
Le femmine partoriscono probabilmente un solo piccolo per volta. 

## Distribuzione e habitat
Questa specie è diffusa a Sulawesi e sull'Isola di Sangihe.
Vive nelle foreste tropicali umide di pianura e montane.

## Tassonomia
Nel 2015 è stata scoperta una nuova specie più piccola, L.grovesi, sulla base di resti subfossili di semi-arcate dentarie. Probabilmente è da ritenersi estinta

## Conservazione
La IUCN Red List, considerato l'areale esteso, classifica L.meyeri come specie a rischio minimo (Least Concern).